# July (киберспортсмен)
Пак Сон Чжун (кор. 박성준?, 朴聖俊?; родился 18 декабря 1986, Сеул) — корейский профессиональный игрок, более известный под псевдонимом JulyZerg (сокращённо July). Пак известен превосходным микроконтролем муталисков и победами в турнирах KT-KTF Premiere League и OnGameNet Starleague 2005. Пак Сон Чжун также известен как God of War или Tushin.
July в данный[какой?] момент играет в команде STX SouL.
July взошёл на вершину благодаря турниру Gilette OSL, в котором он победил Oov со счетом 3-2, а затем выиграл у Reach, став первым зергом когда-либо побеждавшим на OSL.
Он быстро стал одним из ключевых игроков, выиграв ещё один OSL, KT-KTF tournament и ITV league. Он также дошёл до финала другого OSL, в котором проиграл Nada со счётом 3-0.
После проигрыша в ещё одном финале OSL в начале 2006 со счётом 3-0 своему старому сопернику Oov, July потерял позиции лидера. Вскоре победив Xellos и Oov в финалах пролиг, он подал сигнал о своём новом восхождении.
12 июля 2008 года July победил нового «короля» протосов — BeSt, в турнире 2008 EVER OSL, со счётом 3-0. Эта победа принесла July третий титул OSL, за что он автоматически был награждён «Золотой Мышью», престижной наградой за три победы на OSL, которая ранее была только у NaDa.